# Nosebleed Weekend
Nosebleed Weekend es el quinto álbum de estudio de The Coathangers, una banda de punk rock de Atlanta, Georgia. Fue lanzado el 15 de abril de 2016 por Suicide Squeeze Records.

## Recepción de la crítica
Las respuetas a Nosebleed Weekend fueron generalmente favorables. En Metacritic, el álbum recibió un puntaje de 66 sobre 100 basado en 9 reseñas, indicando "respuestas generalmente favorables". Mark Deming, escritor de Allmusic, le dio un puntaje de 3.5 de 5 estrellas, declarando sobre The Coathangers que "Si su rock & roll todavía está en el lado mínimo [en este álbum], se entrega con habilidad capaz y un sentido del drama.

### Elogios
| Publicación | Premio                         | Año  | Puesto |
| ----------- | ------------------------------ | ---- | ------ |
| Paste       | Los mejores 50 álbumes de 2016 | 2016 | 44     |

## Lista de canciones
| N.º | Título              | Duración |  |
| 1.  | «Perfume»           | 3:59     |  |
| 2.  | «Dumb Baby»         | 2:40     |  |
| 3.  | «Squeeki Tiki»      | 2:47     |  |
| 4.  | «Excuse Me?»        | 2:50     |  |
| 5.  | «Make It Right»     | 3:01     |  |
| 6.  | «Nosebleed Weekend» | 2:42     |  |
| 7.  | «Watch Your Back»   | 2:41     |  |
| 8.  | «Burn Me»           | 2:24     |  |
| 9.  | «I Don't Think So»  | 2:41     |  |
| 10. | «Down Down»         | 3:10     |  |
| 11. | «Hiya»              | 2:34     |  |
| 12. | «Had Enough»        | 2:49     |  |
| 13. | «Copycat»           | 4:21     |  |